# Савіору
Савіору (ест. Savioru) — село в Естонії, входить до складу волості Риуге, повіту Вирумаа.